# Muzički biennale Zagreb
Muzički biennale Zagreb (MBZ) je hrvatski festival suvremene glazbe međunarodnog karaktera. Osnovao ga je Milko Kelemen, a prvi je put održan 1961. godine te je nastavio s održavanjem svake dvije godine u Zagrebu. 

## Format festivala i repertoar
Kroz godine održavanja, Biennale je oduvijek nastojao jednako se posvetiti klasičnoj glazbi 20. stoljeća i eksperimentalnoj glazbi, time obuhvaćajući raznovrsne glazbene forme, od simfonija, komornih koncerata, opera, baleta, glazbenog teatra i multimedijalnih izvedbi. Uz ovaj se festival vezuje početak nove hrvatske glazbe. MBZ sustavno od početka šezdesetih godina upoznaje hrvatsku sredinu s novim stremljenjima u svjetskoj glazbi. Zadnjih godina, koncerte upotpunjuju i glazbene radionice, predavanja i simpoziji.

## Povijest festivala
Ideja za osnutkom Biennala došla je od Milka Kelemena, hrvatskog suvremenog klasičnog skladatelja. Svojim obrazovanjem i iskustvima koja je stekao na školovanju u Parizu, Freiburgu i Münchenu shvatio je da je hrvatska glazba "osamdeset godina u zaostatku" te je došao na ideju da organizira međunarodni festival suvremene glazbe. Ideja je bila da se hrvatska glazbena scena obogati i osuvremeni, no jednako tako Kelemen je želio da takav događaj bude poticaj hrvatskim kompozitorima i glazbenicima te da se kroz suradnju s kolegama iz inozemstva uspiju integrirati u svjetske trendove.
S obzirom na izostanak financijske podrške od strane tadašnjeg zagrebačkog gradonačelnika Većeslava Holjevaca, Kelemen je odlučio financijsku potporu potražiti van Jugoslavije te je istu dobio od Yekatarine Furtseve, ministrice kulture Sovjetskog Saveza. Njezin interes, iz političkih razloga, bio je toliko velik da je odlučila u potpunosti pokriti sve troškove svojih glazbenika. Istu stvar je Kelemen zatražio i od SAD-a i time polako osnivao festival.
Sljedeći Muzički biennale Zagreb odvijat će se u travnju 2023. godine.

## Vanjske poveznice
- MBZ Priče

- Muzički biennale Zagreb – službene stranice